# Осегера Сервантес, Немесио
Немесио Осегера Сервантес (исп. Nemesio Oseguera Cervantes; род. 17 июля 1966 или 17 июля 1964), более известен как Эль Менчо (исп. El Mencho) — мексиканский наркобарон и лидер Картеля Нового поколения Халиско (CJNG), наркогруппировки, базирующейся в штате Халиско. Является самым разыскиваемым человеком в Мексике и одним из самых разыскиваемых в США. Правительства обеих стран предлагают до 30 млн мексиканских песо и 10 млн американских долларов, соответственно, за информацию, которая приведет к его аресту.
Он разыскивается за незаконный оборот наркотиков, участие в организованной преступности и незаконное владение огнестрельным оружием. Эль Менчо, предположительно, отвечает за координацию глобальных операций по незаконному обороту наркотиков. Под его командованием CJNG стала одной из ведущих преступных организаций Мексики.

Плакат о розыске Немесио Осегеры Сервантеса (псевдоним «Эль Менчо»), предлагающий 10 миллионов $ за информацию, ведущую к его аресту

Эль Менчо родился в бедности в Мексике, выращивал авокадо и бросил начальную школу, после чего нелегально иммигрировал в США в 1980-х годах. После нескольких арестов он был депортирован в Мексику в начале 1990-х и начал работать на картель Миленио. В конечном итоге он поднялся на вершину преступной организации и основал CJNG после того, как несколько его боссов были арестованы или убиты.
Его известность также является результатом его агрессивного руководства и сенсационных актов насилия как против конкурирующих преступных группировок, так и против мексиканских сил безопасности. Эти нападения привлекли к нему повышенное внимание со стороны правительства, и за ним был организован масштабный розыск. Силы безопасности подозревают, что он скрывается в сельской местности штатов Халиско, Мичоакан, Наярит и/или Колима и охраняется наемниками с бывшей военной подготовкой.
В феврале 2022 года стали появляться неподтвержденные сообщения о том, что Эль Менчо умер в частной больнице в Гвадалахаре.
Однако, агент УБН Кайл Мори, возглавляющий отдел по поиску Эль Менчо, опроверг слухи о его смерти в интервью, которое он дал KFI AM's в марте 2023 года.

## Ранняя жизнь
Немесио Осегера Сервантес родился в июле 1964 или 1966 года в сельской общине Кулотитлан в Агилилье, штат Мичоакан, Мексика. Его первое имя упоминается как «Рубен» и/или «Немесио». У него есть и другие псевдонимы: «Немесио», «Рубен Асергера Сервантес», «Лоренцо Мендоса» и «Немесио Осегера Рамос». Некоторые источники утверждают, что его имя при рождении было Рубен, но он сменил его на Немесио в память о своем крестном отце. Он широко известен под псевдонимом «Эль Менчо» — прозвище, которое происходит от фонетической деривации имени Немесио. Еще одно прозвище — «Повелитель петухов», которое, как говорят, возникло из-за его любви к петушиным боям.
Эль Менчо вырос в бедной семье, которая выращивала авокадо. У него было пять братьев: Хуан, Мигель, Антонио, Марин и Абрахам. Он бросил начальную школу в пятом классе, чтобы работать на полях. В 14 лет он начал охранять плантации марихуаны. Через несколько лет он решил, что хочет лучшей жизни для себя, и в 1980-х годах нелегально иммигрировал в американский штат Калифорния. Чтобы скрыть свою личность в США, он использовал различные имена и комбинации, такие как «Рубен Авила», «Хосе Лопес Прието», «Мигель Валадес», «Карлос Эрнандес Мендоса», «Роберто Сальгадо» и другие.

### Жизнь в США
В 1986 году он жил в районе залива Сан-Франциско. В возрасте 19 лет он был арестован полицией Сан-Франциско за кражу имущества и ношение заряженного пистолета. Через два месяца после ареста у него родился первый ребенок. Согласно записям о въезде на границу, Эль Менчо несколько раз пересекал американо-мексиканскую границу в конце 1980-х годов под другими псевдонимами. DEA и мексиканские следователи считают, что именно в это время он вместе со своим шурином Абигаэлем Гонсалесом Валенсией (псевдоним «Эль Куини») стал заниматься производством и торговлей метамфетамином в Редвуд-Сити, Калифорния (округ Сан-Матео).
В 1989 году Эль Менчо был снова арестован в Сан-Франциско за продажу наркотиков. Через несколько месяцев он был депортирован в Мексику, но вновь въехал в США и поселился в Сан-Франциско. В сентябре 1992 года он был снова арестован, на этот раз по федеральному обвинению в продаже наркотиков в Сакраменто, Калифорния. Согласно судебным документам, Эль Менчо и его брат Абрахам находились в баре Imperial в Сан-Франциско для осуществления сделки по продаже героина: пять унций за 9 500 $. Абрахам руководил сделкой, а Эль Менчо выполнял роль наблюдателя. Эль Менчо в то время было 26 лет, он был намного моложе Абрахама, но у него хватило ума понять, что сделка была подстроена полицией. Он рассказал брату, что люди, которым они передали героин, передали идеально сложенные долларовые купюры, а не растрепанные. В ходе прослушки полицейские услышали, как Эль Менчо предупредил своего брата, чтобы тот никогда больше не имел с ними дела, поскольку покупатели были полицейскими под прикрытием.

### Арест и депортация
Через три недели после инцидента оба мужчины были арестованы полицией. В суде Эль Менчо настаивал на своей невиновности. Он сказал, что не участвовал в сделке с героином и что агенты под прикрытием солгали о том, что наркотики были у него. Обвинение настаивало на том, что оба брата работали вместе. У Эль Менчо оставалось мало вариантов: если он не признает себя виновным, его брату Абрахаму, который уже имел в своем послужном списке приговоры по уголовным делам, связанным с наркотиками, вероятно, грозит пожизненное заключение. Его защита понимала, что если он примет решение о суде присяжных, они, скорее всего, выиграют дело. Он решил признать себя виновным и защитить своего брата от пожизненного заключения. Он был приговорен к 5 годам и заключен в исправительный центр Биг Спринг в Техасе, где содержится большое количество иммигрантов без документов.
Через три года он был условно-досрочно освобожден из тюрьмы и в возрасте 30 лет депортирован в Мексику. В Мексике он поступил на службу в местную полицию городов Кабо Корриентес и Томатлан в штате Халиско. Через некоторое время он ушел из полиции и присоединился к организованной преступности в качестве штатного члена картеля Миленио. Чтобы укрепить свои отношения с картелем Миленио, Эль Менчо женился на одной из сестер лидера клана, Розалинде Гонсалес Валенсия. Именно в этой преступной группировке Эль Менчо стал ведущей фигурой в организованной преступности.

## Восхождение к лидерству
В картеле Миленио Эль Менчо начинал как член отряда убийц, который защищал наркобарона Армандо Валенсию Корнелио (псевдоним «Эль Марадона»). 12 августа 2003 года его босс был арестован мексиканскими властями. Примерно в то же время конкурирующая преступная группировка, известная как Лос-Сетас, при поддержке Картеля Гольфо, провела вооруженное наступление на Картель Миленио в Мичоакане. Это нападение вынудило семью Валенсия отправиться в изгнание в штат Халиско.
Эль Менчо переехал в столицу штата, Гвадалахару, вместе со своим тестем Хосе Луисом Гонсалесом Валенсией (по кличке «Эль Кини») и Романом Кабальеро Валенсией. В Халиско Эль Менчо и картель Миленио заключили союз с подгруппой картеля Синалоа, возглавляемой Игнасио «Начо» Коронелем, высокопоставленным наркобароном и союзником Хоакина «Эль Чапо» Гусмана. Под руководством Коронеля Эль Менчо и его группировка руководили наркооперациями, финансами и убийствами картеля «Синалоа» в штатах Колима и Халиско.
28 октября 2009 года был арестован главный лидер картеля Миленио Оскар Орландо Нава Валенсия (псевдоним «Эль Лобо»). 6 мая 2010 года был арестован и его брат Хуан Карлос (псевдоним «Эль Тигре»). Два месяца спустя Коронель был убит в перестрелке с мексиканской армией. После их падения картель Миленио начал распадаться, и Эль Менчо попытался захватить его руководящую структуру.
Одна из группировок картеля Миленио хотела назначить лидером группы Эльпидио Мохарро Рамиреса (псевдоним «Эль Пило»), который тесно сотрудничал с Оскаром Орландо и Хуаном Карлосом до их ареста. Эрик Валенсия Салазар, один из членов клана, хотел, чтобы Эль Менчо принял командование. Затем Эль Менчо попросил другой блок Миленио выдать Херардо Мендозу (псевдоним «Текато» и/или «Кочи») за убийство группы людей, которые докладывали ему в Текомане, Колима. Другое отделение отказало Эль Менчо в просьбе, что вызвало внутреннюю войну.
Картель Миленио раскололся на две части. Одна сторона была известна как Ла Ресистенция, другая — Лос Торсидос, возглавляемая Эль Менчо. Ла Ресистенция обвинила Лос Торсидос в том, что они сдали властям Оскара Орландо. Началась война, в ходе которой две группировки боролись за территории контрабанды наркотиков в Халиско.
Чтобы придать законность своему существованию, группировка Эль Менчо начала пропагандистскую кампанию против своих врагов, обличая вымогательства, совершаемые конкурирующими бандами в отношении мирных жителей, бизнесменов и государственных органов. В итоге Лос Торсидос выиграли войну и укрепили свое влияние на западе Мексики. Затем группировка изменила свое название на Картель Нового поколения Халиско (исп. Cártel de Jalisco Nueva Generación, CJNG).

## Лидер картеля
Став лидером CJNG, Эль Менчо укрепил свое положение и расширил свою организационную структуру за счет расширения территории и подкупа государственных чиновников. Из небольшой преступной банды CJNG превратилась в одну из ведущих преступных групп Мексики. На протяжении всего процесса Эль Менчо зарекомендовал себя как один из самых разыскиваемых преступников Мексики. Его взлет к славе объясняется рядом факторов, включая агрессивные и сенсационные проявления публичного насилия со стороны CJNG. Прямые нападения CJNG на силы безопасности Мексики принесли Эль Менчо репутацию «главного врага» государства и опасного преступника среди властей. Кроме того, падение бывших главных криминальных боссов Мексики открыло Эль Менчо дорогу к известности и статусу.
Он укрепил свои операции в штате Халиско и прилегающих к нему штатах, отбивая вторжения таких преступных группировок, как Лос-Сетас и Картель тамплиеров. Согласно правительственным источникам, он отвечает за контроль над всеми операциями CJNG по незаконному обороту наркотиков в штатах Халиско, Колима и Гуанахуато, где он создал бастион для производства и торговли метамфетамином.
Оперативный потенциал CJNG в Мексике сосредоточен в 8 штатах: Халиско, Колима, Гуанахуато, Наярит и Веракрус, где картель крепко удерживает операции наркотрафика, а также Морелос, Герреро и Мичоакан, где ведется борьба с конкурирующими наркогруппировками. В период с 2014 по 2016 год единственным регионом страны, где CJNG потеряла свое территориальное присутствие, был Мехико. На международном уровне CJNG, как сообщается, имеет связи с преступными группировками в США, Латинской Америке, Европе, Азии и Африке. В международном масштабе деятельность в основном сосредоточена на незаконном обороте кокаина и метамфетамина.
Эль Менчо смог сделать CJNG одной из самых прибыльных преступных группировок Мексики. По оценкам правительства, общие активы группировки Эль Менчо составляют около 50 миллиардов $. Этот успех был разделен с Абигаэлем Гонсалесом Валенсией, его шурином, который возглавлял группировку наркоторговцев, известную как Лос Куинис, союзную CJNG. Абигаэль был арестован мексиканскими военно-морскими силами 28 февраля 2015 года. Отчасти успех Эль Менчо в наркоторговле был связан с его способностью разрабатывать стратегию изменения рынка и потребителей. Первоначально CJNG производил метамфетамин, но затем перешел на производство героина, когда изменился потребительский спрос.
В 2019 году Кайл Мори, руководитель группы DEA, которой было поручено найти Эль Менчо, заявил в интервью Univision, что, по его мнению, состояние Эль Менчо составляет не менее 500 миллионов долларов, а также может превышать 1 млрд долларов.

### Розыск
25 августа 2012 года подразделение мексиканской федеральной полиции, базирующееся в Тонайе, штат Халиско, отреагировало на анонимный сигнал о том, что в близлежащей сельской общине действует организованная преступная группировка. Когда силы безопасности прибыли в район, между двумя сторонами завязалась перестрелка. В перестрелке были убиты 6 боевиков CJNG. В первых сообщениях говорилось, что в ходе операции был захвачен Эль Менчо, но позже мексиканское правительство подтвердило, что он не находится под стражей. По другим данным, американские власти предупредили мексиканские на основании наблюдения за подругой субъекта, которая ввозила метамфетамин в Галфпорт, штат Миссисипи.
В ходе серии высоко скоординированных тактических действий, направленных на предотвращение ареста Эль Менчо, CJNG заблокировала несколько шоссе и дорог в столичном регионе Гвадалахары, подожгла не менее 37 автомобилей. Цель поджога автомобилей заключалась в том, чтобы заблокировать движение сил безопасности по столице штата Халиско и дать Эль Менчо достаточно времени для побега. Блокады были размещены на стратегических маршрутах, чтобы помешать полицейскому подкреплению прибыть в Гвадалахару или покинуть её. После завершения нападений правительство подтвердило, что Эль Менчо находился в этом районе и избежал захвата.
19 марта 2015 года в Окотлане, штат Халиско, боевики CJNG устроили засаду на колонну федеральной полиции. Общее число погибших составило 11 человек: пять полицейских, три гражданских лица и три боевика CJNG. Нападение было ответом CJNG для защиты Эль Менчо, который, по сообщениям, находился в этом районе на встрече. 23 марта Хериберто Асеведо Карденас (по кличкам «Эль Гринго» и «Эль Гуэро»), один из близких соратников Эль Менчо, был убит в перестрелке с федеральной полицией в Сакоалько де Торрес, штат Халиско. Трое других подозреваемых из CJNG были убиты. Согласно правительственным источникам, Асеведо Карденас руководил ячейками CJNG в Сакоалько, Тлахомулько, Кокуле, Тапальпе и Атемахаке-де-Брисуэла, штат Халиско.
В ответ на его смерть Эль Менчо приказал CJNG совершить нападения на мексиканскую федеральную полицию. 30 марта боевики CJNG в Запопане, Халиско, устроили засаду на конвой, в котором находился Алехандро Солорио Аречига, комиссар безопасности штата Халиско. В ходе перестрелки никто не погиб.
6 апреля боевики CJNG перекрыли дорогу в Сан-Себастьяне-дель-Оэсте, штат Халиско, горящим автомобилем и открыли огонь по колонне полиции штата Халиско, убив 15 полицейских и ранив ещё 5. Этот инцидент стал самым смертоносным одиночным нападением на полицию Мексики с 2010 года. В тот же день Мигель Анхель Кайседо Варгас, начальник полиции города Сакоалько-де-Торрес, был убит киллерами из CJNG.
Месяц спустя, 1 мая 2015 года, правительство Мексики начало операцию «Халиско» — кампанию под руководством военных, целью которой была борьба с организованными преступными группировками в Халиско и захват их лидеров. Это объявление было сделано после серии жестоких нападений со стороны CJNG в предыдущие недели. В день начала операции разведка доложила, что Эль Менчо находится в Тонайе, что послужило поводом для наступления с целью его задержания. Когда силы безопасности выдвинулись в район, где предположительно скрывался Эль Менчо, между сотрудниками правоохранительных органов и боевиками CJNG завязалась перестрелка.
В небольшом городке Вилья-Пурификасьон, Халиско, люди Эль Менчо из гранатомета сбили вертолет мексиканской армии, убив 9 солдат. Бои развернулись в нескольких муниципалитетах штата Халиско; люди Эль Менчо перекрыли несколько дорог в районе Гвадалахары, чтобы замедлить мобилизацию правоохранительных органов и облегчить побег своего лидера. Боевики CJNG подожгли 39 автобусов, 11 банков и 16 автозаправочных станций. Нападение распространилось на 20 различных городов и три соседних штата.
По данным мексиканского правительства, Эль Менчо может скрываться в штате Халиско, оплоте CJNG. Они считают, что он не задерживается на одном месте надолго и путешествует по нескольким муниципалитетам в штате Халиско и в штатах Мичоакан, Колима и Наярит. Обычно он путешествует по горам и сельской местности в этих районах, поскольку это обеспечивает множество путей отхода в случае, если силы безопасности попытаются окружить его. Власти подозревают, что ближний круг Эль Менчо состоит из наемников с бывшей военной подготовкой. Второй круг его охраны намного больше по размеру и служит в качестве арьергарда, который уведомляет внутренний круг Эль Менчо о подозрительной активности и устраивает засады на потенциальные стороны, которые пытаются приблизиться к нему. Считается, что Эль Менчо ведет скромный образ жизни по сравнению с другими наркобаронами, такими как Хоакин «Эль Чапо» Гусман и другие члены CJNG, чтобы держаться в тени и избежать обнаружения правоохранительными органами.

## Уголовные обвинения
С 2000-х годов офис DEA в Лос-Анджелесе, Калифорния, отслеживал деятельность Эль Менчо. DEA установило, что CJNG расширила свои операции по незаконному обороту наркотиков на международном уровне. В 2000 году правительство США обнаружило, что Эль Менчо участвовал в операции по продаже кокаина и метамфетамина на международном уровне. Пять лет спустя они обнаружили, что он использовал огнестрельное оружие для облегчения своих операций.
В 2007 году DEA обнаружило, что Эль Менчо участвовал в кокаиновой операции, которая проходила через Колумбию, Гватемалу, Мексику и заканчивалась в США. Также была обнаружена вторая партия кокаина из Колумбии, Мексики и США. В 2009 году DEA обнаружило, что Эль Менчо участвовал в еще одной поставке кокаина из Эквадора. Еще две партии были обнаружены в 2013 году из Мексики, а затем снова в США. Однако в 2014 году DEA заметило радикальное изменение в методах работы CJNG: выяснилось, что Эль Менчо координировал поставку метамфетамина из Мексики в Австралию, а затем в США, используя китайские банды.
27 сентября 2011 года Генеральная прокуратура Мексики (PGR) выдала ордер на арест Эль Менчо и предложила 2 миллиона MXN тому, кто поможет предоставить информацию, которая приведет к его аресту. Он обвинялся в участии в организованной преступности и незаконном владении огнестрельным оружием. В марте 2014 года окружной суд США по округу Колумбия, основываясь на результатах предыдущего расследования DEA, предъявил Эль Менчо обвинения по нескольким пунктам, включая незаконный оборот наркотиков и руководство «продолжающимся преступным предприятием». Эль Менчо и Абигаэль обвинялись в координации поставок кокаина и метамфетамина из Южной Америки через Мексику в США. Они также заявили, что CJNG и Лос Куинис координировали сбор и доставку доходов от продажи наркотиков из США в Мексику. Кроме того, окружной суд США по Западному округу Техаса хочет осудить Эль Менчо за преступления, связанные с незаконным оборотом наркотиков.
18 декабря 2017 года семнадцатилетняя звезда YouTube Хуан Луис Лагунас Росалес, известный как «El Pirata de Culiacán», был застрелен в баре в Халиско группой из четырех человек, вооруженных винтовками, вскоре после того, как Лагунас Росалес опубликовал видеозапись с оскорблениями в адрес Эль Менчо. Полиция выясняет, отдавал ли Эль Менчо приказ о его казни, но обвинения пока не предъявлены.
15 августа 2018 года Генеральная прокуратура Мексики (PGR) объявила, что предлагает до 30 миллионов MXN любому, кто предоставит информацию, которая приведет к поимке Эль Менчо. Это объявление было обнародовано, когда DEA и мексиканские власти готовились обнародовать новый план сотрудничества против организованной преступности, включающий усиление внимания к их финансовой структуре и создание правоохранительной группы, ответственной за расследование международных дел. Причиной выплаты вознаграждения стал новый ордер на его арест, выданный за предполагаемое участие в организации похищения и убийства двух агентов Агентства уголовных расследований (AIC), филиала PGR, в феврале 2018 года.
16 октября 2018 года Государственный департамент, Министерство юстиции и Министерство финансов объявили о совместных правоохранительных мерах против CJNG и увеличили вознаграждение за Эль Менчо до 10 миллионов $ с 5 миллионов $. Это увеличение стало одним из крупнейших утвержденных в истории Narcotics Rewards Program.

### Закон о иностранных наркоторговцах
8 апреля 2015 года Управление по контролю за иностранными активами Министерства финансов США (OFAC) ввело санкции против Эль Менчо в соответствии с Законом о санкциях в отношении ключевых иностранных фигур в торговле наркотиками («Foreign Narcotics Kingpin Designation Act») за его участие в международных операциях по контрабанде наркотиков. Санкции были введены в рамках совместного расследования, проведенного Казначейством и офисом DEA в Лос-Анджелесе в рамках более широких усилий их мексиканских коллег по санкциям в отношении групп наркоторговцев в Мексике. Санкции распространялись на CJNG, его шурина Абигаэля Гонсалеса Валенсию и Лос Куинис. В рамках санкций в США были заморожены все находящиеся в США активы и/или активы, контролируемые американскими физическими лицами от имени Эль Менчо, Гонсалеса Валенсии, CJNG и Лос Куинис. Кроме того, закон запрещал гражданам США вступать с ними в деловые отношения.
17 сентября 2015 года OFAC наложил санкции на пять предприятий в Халиско за финансовую поддержку CJNG и операций Эль Менчо. Эта санкция стала результатом другого расследования, проведенного Казначейством и офисом DEA в Лос-Анджелесе. Как и раньше, все находящиеся в США активы этих компаний были заморожены, а гражданам США было запрещено вести с ними дела. Среди предприятий были ресторан суши в Пуэрто-Вальярте и Гвадалахаре, компания по производству текилы в Гвадалахаре, компания по аренде хижин в Тапальпе, а также рекламная фирма и сельскохозяйственная компания, обе в Гвадалахаре. Согласно отчету, разнообразие этих предприятий свидетельствует об успешном проникновении CJNG в экономику.
27 октября 2016 года OFAC наложил санкции еще на девять физических лиц за оказание материальной и финансовой помощи Эль Менчо и Гонсалесу Валенсии и их группировкам CJNG и Лос Куинис. Эта санкция стала результатом расследования, проведенного Казначейством и офисом DEA в Лос-Анджелесе. Эти санкции были попыткой правительства США нарушить внутренний круг членов семей соучастников в CJNG и Лос Куинис и повлиять на их финансы во внутренней экономике Мексики. Под санкции попали брат Эль Менчо Антонио, его зять Хулио Альберто Кастильо Родригес, пять братьев и сестер Гонсалеса Валенсии: Арнульфо, Эдгар Эден, Элвис, Мариса Иветта и Ноэми; бизнесмен Фабиан Фелипе Вера Лопес и адвокат Мария Тереза Кинтана Наварро. Все их активы, находящиеся в США, были заморожены, и американским гражданам снова было запрещено вести с ними дела.

## Междоусобица и раскол в CJNG
В марте 2017 года междоусобица в рядах CJNG проявилась, когда Эль Менчо приказал убить высокопоставленного члена CJNG Карлоса Энрике Санчеса по кличке «Эль Чоло». Заговор с целью убийства Эль Чоло, который стал мишенью Эль Менчо после того, как Эль Чоло убил финансового оператора CJNG по прозвищу «Эль Колумбиано», провалился. В ответ Эль Чоло стал соучредителем нового картеля под названием Картель Нуэва Плаза. Соучредитель CJNG Эрик Валенсия Салазар также разошелся с Эль Менчо и стал высокопоставленным лидером картеля Нуэва Плаза. Они также вступили в соперничество с Эль Менчо и CJNG. Позже Эль Чоло был убит: его тело обнаружили заколотым и завернутым в полиэтилен на скамейке в парке в центре Тлакепаке 18 марта 2021 года.

## Семья
У Эль Менчо пять братьев: Хуан, Мигель, Антонио, Марин и Абрахам. В 1990-х годах Авраам в Калифорнии получил 10-летний срок заключения. В 2013 году мексиканские власти обвинили его в убийстве в штате Мичоакан. Позднее обвинения были сняты, а дело закрыто.
Марин был обвинен в суде Калифорнии, но обвинения недоступны для общественности. Антонио жил в США и был освобожден из тюрьмы в Миссисипи в 2001 году после отбытия наказания по обвинению в нанесении ущерба имуществу. Он был арестован в Халиско 4 декабря 2015 года мексиканской армией и ВМС за то, что работал одним из главных финансовых операторов Эль Менчо. По данным мексиканского правительства, Хуан и Мигель связаны с CJNG. В Мичоакане Хуану было предъявлено обвинение в краже со взломом, но позже дело было закрыто.
Росалинда Гонсалес Валенсия — жена Эль Менчо. У них трое детей: Джессика Йохана, Лайша и Рубен Осегера Гонсалес (псевдоним «Эль Менчито»). Джессика Йохана замужем за Хулио Альберто Кастильо Родригесом (псевдоним «Эль Охо де Видрио»), впервые арестованным 1 мая 2015 года. Он был освобожден 1 июля за недостаточностью улик, но был вновь арестован 6 апреля 2016 года за участие в CJNG. Сын Эль Менчо, Рубен, рассматривался мексиканским правительством как второй по важности человек в CJNG до его ареста в 2014 году. Его несколько раз освобождали из тюрьмы за недостаточностью улик, но каждый раз полиция вновь арестовывала его по дополнительным обвинениям.
Кроме того, в 2016 году мексиканские власти подозревали, что Омар Элеазар Осегера Сервантес входит в структуру руководства CJNG. Хотя у него идентичная фамилия с Эль Менчо, он был указан как его зять, а не как один из его братьев. По сообщениям, он работает одним из его главных руководителей службы безопасности. Зять Эль Менчо Элвис Гонсалес Валенсия также был арестован в 2016 году. Он был главным финансистом CJNG. Позже, в декабре 2016 года, он был освобожден.
В мае 2018 года жена Эль Менчо Росалинда была арестована по обвинению в отмывании денег. Позже Розалинда была освобождена под залог в 1,5 миллиона песо (78 000 $) в сентябре 2018 года, но по-прежнему обвиняется в уголовном преступлении и предстанет перед судом.

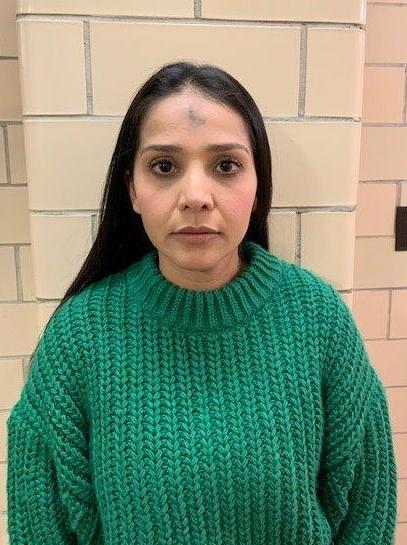
Джессика Йоханна Осегера Гонсалес на фото DEA

В апреле 2019 года крестник Эль Менчо Адриан Алонсо Герреро Коваррубиас был арестован по обвинению в незаконном обороте наркотиков и похищении людей. Герреро занимал должность регионального главы Эль Менчо в регионах Сьенега и северный Лос Альтос в Халиско, а также в юго-восточном Гуанахуато.
В феврале 2020 года дочь Эль Менчо, 33-летняя Джессика Йохана, известная как «Ла Негра», была арестована в Вашингтоне, округ Колумбия, когда она поехала навестить своего брата Рубена, экстрадированного в США за торговлю наркотиками. Ей были предъявлены обвинения в участии в сделках или сделках с имуществом предприятий, внесенных в черный список Министерства финансов, и оказании финансовой поддержки CJNG. Она признала себя виновной 12 марта 2021 года, а 11 июня была приговорена к 2,5 годам лишения свободы.
В ноябре 2021 года Росалинда, известная как «Ла Хефа», была арестована в муниципалитете Сапотан штата Халиско. Как выяснилось, во время этого ареста жена Эль Менчо была финансовым руководителем CJNG.

## Здоровье
В 2020 году сообщалось, что Эль Менчо страдает от болезни почек и построил больницу в деревне Эль-Альсиуатль для лечения этой болезни. В феврале 2022 года появились неподтвержденные сообщения о том, что Эль Менчо умер от остановки дыхания, находясь на лечении в частной больнице в Гвадалахаре.